# انجل ترینز
انجل ترینز (انگلیسی: Angel Trains) شرکت صنایع سنگین بریتانیایی است، که در سال ۱۹۹۴ تأسیس شد.